# توشیکی تویا
توشیکی تویا (ژاپنی: 東家 聡樹؛ زادهٔ ۲۰ آوریل ۱۹۹۷) یک بازیکن فوتبال اهل ژاپن است.
از باشگاه‌هایی که در آن بازی کرده‌است می‌توان به باشگاه فوتبال آویسپا فوکوئوکا اشاره کرد.